# Berto Monard
Berto Monard – belgijski amatorski astronom zamieszkały w Republice Południowej Afryki. Monard był pierwszym amatorem, który wykrył poblask po rozbłysku gamma (GRB 030725) zanim został on wykryty przez profesjonalne obserwatoria. Do tej pory (stan na czerwiec 2014) był odkrywcą bądź współodkrywcą 126 supernowych.
Lista supernowych odkrytych przez Monarda:

- SN 2001el
- SN 2002bq
- SN 2002cy
- SN 2002ed
- SN 2002fj
- SN 2002gw
- SN 2002hy
- SN 2003em
- SN 2003gh
- SN 2003gi
- SN 2003ho
- SN 2004ab
- SN 2004ac
- SN 2004cb
- SN 2004cx
- SN 2004de
- SN 2004do
- SN 2004ej
- SN 2004ew
- SN 2004fv
- SN 2004gt
- SN 2005ah
- SN 2005at
- SN 2005av
- SN 2005bf
- SN 2005bq
- SN 2005br
- SN 2005bs
- SN 2005cj
- SN 2005cm
- SN 2005cu
- SN 2005db
- SN 2005dg
- SN 2005me
- SN 2005Q
- SN 2006av
- SN 2006aw
- SN 2006ba
- SN 2006bh
- SN 2006bn
- SN 2006ce
- SN 2006dd
- SN 2006di
- SN 2006dp
- SN 2006dr
- SN 2006mr
- SN 2006ms
- SN 2006ox
- SN 2006T
- SN 2007ab
- SN 2007ch
- SN 2007gj
- SN 2007gq
- SN 2007iw
- SN 2007le
- SN 2007st
- SN 2007W
- SN 2007X
- SN 2007Y
- SN 2008ag
- SN 2008bk
- SN 2008br
- SN 2008cm
- SN 2008co
- SN 2008cq
- SN 2008cx
- SN 2008dp
- SN 2008ef
- SN 2008eh
- SN 2008ez
- SN 2008fw
- SN 2008ii
- SN 2009dp
- SN 2009em
- SN 2009gl
- SN 2009ha
- SN 2009hd
- SN 2009hf
- SN 2009hg
- SN 2009hm
- SN 2009hq
- SN 2009id
- SN 2009if
- SN 2009ik
- SN 2009lc
- SN 2009mg
- SN 2009mi
- SN 2009mz
- SN 2009O
- SN 2010aa
- SN 2010bp
- SN 2010bt
- SN 2010co
- SN 2010da
- SN 2010do
- SN 2010dv
- SN 2010eb
- SN 2010el
- SN 2010fy
- SN 2010fz
- SN 2010gt
- SN 2010hg
- SN 2010hq
- SN 2010hx
- SN 2010W
- SN 2011di
- SN 2011dp
- SN 2011dq
- SN 2011dx
- SN 2011eb
- SN 2011ec
- SN 2011fh
- SN 2011hp
- SN 2011I
- SN 2011ja
- SN 2011jz
- SN 2011ka
- SN 2011kb
- SN 2012J
- SN 2012ec
- SN 2012es
- SN 2012fx
- SN 2012hy
- SN 2013L
- SN 2013cy
- SN 2014bu